# Lego Lima
Lego Lima (Ouro Preto (Minas Gerais), 1969) is een Braziliaanse kunstenaar, sinds 1992 werkzaam in Nederland.

## Opleiding
Vanaf haar vijftiende is Lego Lima fulltime met kunst bezig. Lego Lima studeerde op de Fundaçāo de Arte (Kunstacademie) van Ouro Preto van 1979 tot 1991. In 1989 bracht zij drie maanden door in een boeddhistisch klooster in Ouro Preto. In hetzelfde jaar volgde zij een cursus aan de Universiteit van São Paulo. In 1991 studeerde zij aan de universiteit van Minas Gerais.
Zij exposeerde behalve in Brazilië en Nederland in België, Slovenië, Japan, de Verenigde Staten, Duitsland en Egypte.

## Onderscheidingen
In 1990 ontving zij de prijs voor grafische kunstenaars van de biënnale van de stad Curitiba (IX mostra de gravura), Brazilië. In 2000 ontving ze de Cees Goekoop-Award van de Kunstmanifestatie Pieterskerk in Leiden.

## Aard van het werk
De eigen stijl van Lego Lima is vooral zichtbaar in de vele gravures (houtsneden en etsen) die zij heeft gemaakt. Zij verbeeldt vaak vrouwenfiguren, die nu eens in heldere zwart-witcontrasten, dan weer in al hun kleurenrijkdom toch vooral ingekeerd overkomen, maar door hun smalheid soms aan Edvard Munch doen denken. Behalve kleiner werk, maakte zij ook werk van forse afmetingen, zoals een Nederlands landschap van 200 x 100 cm in 2000, voorstellende een rode vrouw met oranje haren in een blauw landschap met wolkjes. In Leiden toonde zij in 2000 reeksen portretten van in totaal 10 meter hoog. Daarnaast maakte zij ook sculpturen in hout.